# IPA Extensions
IPA Extensions è un blocco Unicode. È costituito dai 96 caratteri compresi nell'intervallo U+0250-U+02AF.
Comprende i simboli dell'alfabeto fonetico internazionale (IPA) e alcuni caratteri utilizzati dai sinologi.

## Tabella
| Codice                               | Carattere      | Nome                                               | Note |
| IPA extensions                       | IPA extensions | IPA extensions                                     | IPA extensions |
| ------------------------------------ | -------------- | -------------------------------------------------- | --- |
| U+0250                               | ɐ              | LATIN SMALL LETTER TURNED A                        | vocale centrale quasi aperta, minuscola di Ɐ (U+2C6F, LATIN CAPITAL LETTER TURNED A) |
| U+0251                               | ɑ              | LATIN SMALL LETTER ALPHA                           | vocale posteriore aperta non arrotondata, minuscola di Ɑ (U+2C6D, LATIN CAPITAL LETTER ALPHA), da non confondere con α (U+03B1, GREEK SMALL LETTER ALPHA)                                                                                                 |
| U+0252                               | ɒ              | LATIN SMALL LETTER TURNED ALPHA                    | vocale posteriore aperta arrotondata, minuscola di Ɒ (U+2C70, LATIN CAPITAL LETTER TURNED ALPHA), da non confondere con ꭤ (U+AB64, LATIN SMALL LETTER INVERTED ALPHA)                                                                                     |
| U+0253                               | ɓ              | LATIN SMALL LETTER B WITH HOOK                     | implosiva bilabiale sonora, minuscola di Ɓ (U+0181, LATIN CAPITAL LETTER B WITH HOOK) |
| U+0254                               | ɔ              | LATIN SMALL LETTER OPEN O                          | vocale posteriore semiaperta arrotondata, minuscola di Ɔ (U+0186, LATIN CAPITAL LETTER OPEN O) |
| U+0255                               | ɕ              | LATIN SMALL LETTER C WITH CURL                     | fricativa alveolopalatale sorda |
| U+0256                               | ɖ              | LATIN SMALL LETTER D WITH TAIL                     | occlusiva retroflessa sonora, minuscola di Ɖ (U+0189, LATIN CAPITAL LETTER AFRICAN D) |
| U+0257                               | ɗ              | LATIN SMALL LETTER D WITH HOOK                     | implosiva alveolare sonora, minuscola di Ɗ (U+018A, LATIN CAPITAL LETTER D WITH HOOK) |
| U+0258                               | ɘ              | LATIN SMALL LETTER REVERSED E                      | vocale centrale semichiusa non arrotondata |
| U+0259                               | ə              | LATIN SMALL LETTER SCHWA                           | vocale centrale media, minuscola di Ə (U+018F, LATIN CAPITAL LETTER SCHWA) da non confondere con ǝ (U+01DD, LATIN SMALL LETTER TURNED E) o ә (U+04D9, CYRILLIC SMALL LETTER SCHWA)                                                                        |
| U+025A                               | ɚ              | LATIN SMALL LETTER SCHWA WITH HOOK                 | |
| U+025B                               | ɛ              | LATIN SMALL LETTER OPEN E                          | epsilon, vocale anteriore semiaperta non arrotondata, minuscola di Ɛ (U+0190, LATIN CAPITAL LETTER OPEN E), da non confondere con ε (U+03B5, GREEK SMALL LETTER EPSILON)                                                                                  |
| U+025C                               | ɜ              | LATIN SMALL LETTER REVERSED OPEN E                 | vocale centrale semiaperta non arrotondata, minuscola di Ɜ(U+A7AB, LATIN CAPITAL LETTER REVERSED OPEN E) |
| U+025D                               | ɝ              | LATIN SMALL LETTER REVERSED OPEN E WITH HOOK       | |
| U+025E                               | ɞ              | LATIN SMALL LETTER CLOSED REVERSED OPEN E          | vocale centrale semiaperta arrotondata |
| U+025F                               | ɟ              | LATIN SMALL LETTER DOTLESS J WITH STROKE           | Occlusiva palatale sonora |
| U+0260                               | ɠ              | LATIN SMALL LETTER G WITH HOOK                     | implosiva velare sonora, minuscola di Ɠ (U+0193, LATIN CAPITAL LETTER G WITH HOOK) |
| U+0261                               | ɡ              | LATIN SMALL LETTER SCRIPT G                        | occlusiva velare sonora, minuscola di Ɡ (U+A7AC, LATIN CAPITAL LETTER SCRIPT G), da non confondere con g (U+0067, LATIN SMALL LETTER G) |
| U+0262                               | ɢ              | LATIN LETTER SMALL CAPITAL G                       | occlusiva uvulare sonora |
| U+0263                               | ɣ              | LATIN SMALL LETTER GAMMA                           | fricativa velare sonora, minuscola di Ɣ (U+0194, LATIN CAPITAL LETTER GAMMA), da non confondere con γ (GREEK SMALL LETTER GAMMA) |
| U+0264                               | ɤ              | LATIN SMALL LETTER RAMS HORN                       | vocale posteriore semichiusa non arrotondata |
| U+0265                               | ɥ              | LATIN SMALL LETTER TURNED H                        | approssimante labiopalatale sonora, minuscola di Ɥ (U+A78D, LATIN CAPITAL LETTER TURNED H) |
| U+0266                               | ɦ              | LATIN SMALL LETTER H WITH HOOK                     | fricativa glottale sonora, minuscola di Ɦ (U+A7AA, LATIN CAPITAL LETTER H WITH HOOK) |
| U+0267                               | ɧ              | LATIN SMALL LETTER HENG WITH HOOK                  | fricativa dorsopalatale velare sorda |
| U+0268                               | ɨ              | LATIN SMALL LETTER I WITH STROKE                   | vocale centrale chiusa non arrotondata, minuscola di Ɨ (U+0197, LATIN CAPITAL LETTER I WITH STROKE) |
| U+0269                               | ɩ              | LATIN SMALL LETTER IOTA                            | resa obsoleta da IPA nel 1989, sostituita da ɪ (U+026A), minuscola di Ɩ (U+0196, LATIN CAPITAL LETTER IOTA), da non confondere con ι (U+03B9, GREEK SMALL LETTER IOTA)                                                                                    |
| U+026A                               | ɪ              | LATIN LETTER SMALL CAPITAL I                       | vocale quasi anteriore quasi chiusa non arrotondata, minuscola di Ɪ (U+A7AE, LATIN CAPITAL LETTER SMALL CAPITAL I) |
| U+026B                               | ɫ              | LATIN SMALL LETTER L WITH MIDDLE TILDE             | minuscola di Ɫ (U+2C62, LATIN CAPITAL LETTER L WITH MIDDLE TILDE) |
| U+026C                               | ɬ              | LATIN SMALL LETTER L WITH BELT                     | laterale fricativa alveolare sorda, minuscola di Ɬ (U+A7AD, LATIN CAPITAL LETTER L WITH BELT) |
| U+026D                               | ɭ              | LATIN SMALL LETTER L WITH RETROFLEX HOOK           | laterale retroflessa |
| U+026E                               | ɮ              | LATIN SMALL LETTER LEZH                            | laterale fricativa alveolare sonora |
| U+026F                               | ɯ              | LATIN SMALL LETTER TURNED M                        | vocale posteriore chiusa non arrotondata, minuscola di Ɯ (U+019, LATIN CAPITAL LETTER TURNED M) |
| U+0270                               | ɰ              | LATIN SMALL LETTER TURNED M WITH LONG LEG          | approssimante velare |
| U+0271                               | ɱ              | LATIN SMALL LETTER M WITH HOOK                     | nasale labiodentale, minuscola di Ɱ (U+2C6E, LATIN CAPITAL LETTER M WITH HOOK) |
| U+0272                               | ɲ              | LATIN SMALL LETTER N WITH LEFT HOOK                | nasale palatale, minuscola di Ɲ (U+019D, LATIN CAPITAL LETTER N WITH LEFT HOOK) |
| U+0273                               | ɳ              | LATIN SMALL LETTER N WITH RETROFLEX HOOK           | nasale retroflessa |
| U+0274                               | ɴ              | LATIN LETTER SMALL CAPITAL N                       | nasale uvulare |
| U+0275                               | ɵ              | LATIN SMALL LETTER BARRED O                        | vocale centrale semichiusa arrotondata, minuscola di Ɵ (U+019F, LATIN CAPITAL LETTER O WITH MIDDLE TILDE) da non confondere con θ (U+03B8, GREEK SMALL LETTER THETA), ѳ (U+0473, CYRILLIC SMALL LETTER FITA) o ө (U+04E9, CYRILLIC SMALL LETTER BARRED O) |
| U+0276                               | ɶ              | LATIN LETTER SMALL CAPITAL OE                      | vocale anteriore aperta arrotondata, da non confondere con œ (U+0153, LATIN SMALL LIGATURE OE) |
| U+0277                               | ɷ              | LATIN SMALL LETTER CLOSED OMEGA                    | resa obsoleta da IPA nel 1989, sostituita da ʊ (U+028A), da non confondere con ꭥ (U+AB65, GREEK LETTER SMALL CAPITAL OMEGA) |
| U+0278                               | ɸ              | LATIN SMALL LETTER PHI                             | fricativa bilabiale sorda, da non confondere con φ (U+03C6, GREEK SMALL LETTER PHI) |
| U+0279                               | ɹ              | LATIN SMALL LETTER TURNED R                        | approssimante alveolare |
| U+027A                               | ɺ              | LATIN SMALL LETTER TURNED R WITH LONG LEG          | |
| U+027B                               | ɻ              | LATIN SMALL LETTER TURNED R WITH HOOK              | approssimante retroflessa |
| U+027C                               | ɼ              | LATIN SMALL LETTER R WITH LONG LEG                 | resa obsoleta da IPA nel 1989 |
| U+027D                               | ɽ              | LATIN SMALL LETTER R WITH TAIL                     | monovibrante retroflessa, minuscola di Ɽ (U+2C64, LATIN CAPITAL LETTER R WITH TAIL) |
| U+027E                               | ɾ              | LATIN SMALL LETTER R WITH FISHHOOK                 | monovibrante alveolare |
| U+027F                               | ɿ              | LATIN SMALL LETTER REVERSED R WITH FISHHOOK        | |
| U+0280                               | ʀ              | LATIN LETTER SMALL CAPITAL R                       | vibrante uvulare, minuscola di Ʀ (U+01A6, LATIN LETTER YR) |
| U+0281                               | ʁ              | LATIN LETTER SMALL CAPITAL INVERTED R              | fricativa uvulare sonora |
| U+0282                               | ʂ              | LATIN SMALL LETTER S WITH HOOK                     | fricativa retroflessa sorda |
| U+0283                               | ʃ              | LATIN SMALL LETTER ESH                             | fricativa postalveolare sorda, minuscola di Ʃ (U+01A9, LATIN CAPITAL LETTER ESH), da non confondere con ∫ (U+222B, INTEGRAL) |
| U+0284                               | ʄ              | LATIN SMALL LETTER DOTLESS J WITH STROKE AND HOOK  | implosiva palatale sonora |
| U+0285                               | ʅ              | LATIN SMALL LETTER SQUAT REVERSED ESH              | |
| U+0286                               | ʆ              | LATIN SMALL LETTER ESH WITH CURL                   | |
| U+0287                               | ʇ              | LATIN SMALL LETTER TURNED T                        | minuscola di Ʇ (U+A7B1, LATIN CAPITAL LETTER TURNED T) |
| U+0288                               | ʈ              | LATIN SMALL LETTER T WITH RETROFLEX HOOK           | occlusiva retroflessa sorda, minuscola di Ʈ (U+01AE, LATIN CAPITAL LETTER T WITH RETROFLEX HOOK) |
| U+0289                               | ʉ              | LATIN SMALL LETTER U BAR                           | vocale centrale chiusa arrotondata, minuscola di Ʉ (U+0244, LATIN CAPITAL LETTER U BAR) |
| U+028A                               | ʊ              | LATIN SMALL LETTER UPSILON                         | vocale quasi posteriore quasi chiusa arrotondata, minuscola di Ʊ (U+01B1, LATIN CAPITAL LETTER UPSILON), da non confondere con υ (U+03C5, GREEK SMALL LETTER UPSILON)                                                                                     |
| U+028B                               | ʋ              | LATIN SMALL LETTER V WITH HOOK                     | approssimante labiodentale, minuscola di Ʋ (U+01B2, LATIN CAPITAL LETTER V WITH HOOK), da non confondere con υ (U+03C5) |
| U+028C                               | ʌ              | LATIN SMALL LETTER TURNED V                        | vocale posteriore semiaperta non arrotondata, minuscola di Ʌ (U+0245, LATIN CAPITAL LETTER TURNED V), da non confondere con Λ (U+039B, GREEK CAPITAL LETTER LAMDA), ‸ (U+2038, CARET) o ∧ (U+2227, LOGICAL AND)                                           |
| U+028D                               | ʍ              | LATIN SMALL LETTER TURNED W                        | approssimante labiovelare sorda |
| U+028E                               | ʎ              | LATIN SMALL LETTER TURNED Y                        | laterale approssimante palatale |
| U+028F                               | ʏ              | LATIN LETTER SMALL CAPITAL Y                       | vocale quasi anteriore quasi chiusa arrotondata |
| U+0290                               | ʐ              | LATIN SMALL LETTER Z WITH RETROFLEX HOOK           | fricativa retroflessa sonora |
| U+0291                               | ʑ              | LATIN SMALL LETTER Z WITH CURL                     | fricativa alveolopalatale sonora |
| U+0292                               | ʒ              | LATIN SMALL LETTER EZH                             | dramma, fricativa postalveolare sonora, minuscola di Ʒ (U+01B7, LATIN CAPITAL LETTER EZH), da non confondere con ȝ (U+021D, LATIN SMALL LETTER YOGH o ӡ (U+04E1, CYRILLIC SMALL LETTER ABKHASIAN DZE)                                                     |
| U+0293                               | ʓ              | LATIN SMALL LETTER EZH WITH CURL                   | |
| U+0294                               | ʔ              | LATIN LETTER GLOTTAL STOP                          | occlusiva glottidale sorda, da non confondere con Ɂ (U+0241, LATIN CAPITAL LETTER GLOTTAL STOP) |
| U+0295                               | ʕ              | LATIN LETTER PHARYNGEAL VOICED FRICATIVE           | fricativa faringale sonora, ajin |
| U+0296                               | ʖ              | LATIN LETTER INVERTED GLOTTAL STOP                 | |
| U+0297                               | ʗ              | LATIN LETTER STRETCHED C                           | |
| U+0298                               | ʘ              | LATIN LETTER BILABIAL CLICK                        | clic bilabiale, bullseye, da non confondere con ⊙ (U+2299, CIRCLED DOT OPERATOR) |
| U+0299                               | ʙ              | LATIN LETTER SMALL CAPITAL B                       | vibrante bilabiale |
| U+029A                               | ʚ              | LATIN SMALL LETTER CLOSED OPEN E                   | |
| U+029B                               | ʛ              | LATIN LETTER SMALL CAPITAL G WITH HOOK             | implosiva uvulare sonora |
| U+029C                               | ʜ              | LATIN LETTER SMALL CAPITAL H                       | fricativa epiglottale sorda |
| U+029D                               | ʝ              | LATIN SMALL LETTER J WITH CROSSED-TAIL             | fricativa palatale sonora, minuscola di ʝ (U+A7B2, LATIN CAPITAL LETTER J WITH CROSSED-TAIL) |
| U+029E                               | ʞ              | LATIN SMALL LETTER TURNED K                        | minuscola di Ʞ (U+A7B0, LATIN CAPITAL LETTER TURNED K), rimossa da IPA nel 1970 |
| U+029F                               | ʟ              | LATIN LETTER SMALL CAPITAL L                       | laterale velare approssimante |
| U+02A0                               | ʠ              | LATIN SMALL LETTER Q WITH HOOK                     | |
| U+02A1                               | ʡ              | LATIN LETTER GLOTTAL STOP WITH STROKE              | occlusiva epiglottale |
| U+02A2                               | ʢ              | LATIN LETTER REVERSED GLOTTAL STOP WITH STROKE     | fricativa epiglottale sonora |
| U+02A3                               | ʣ              | LATIN SMALL LETTER DZ DIGRAPH                      | affricata alveolare sonora |
| U+02A4                               | ʤ              | LATIN SMALL LETTER DEZH DIGRAPH                    | affricata postalveolare sonora |
| U+02A5                               | ʥ              | LATIN SMALL LETTER DZ DIGRAPH WITH CURL            | |
| U+02A6                               | ʦ              | LATIN SMALL LETTER TS DIGRAPH                      | affricata alveolare sorda |
| U+02A7                               | ʧ              | LATIN SMALL LETTER TESH DIGRAPH                    | affricata postalveolare sorda |
| U+02A8                               | ʨ              | LATIN SMALL LETTER TC DIGRAPH WITH CURL            | |
| IPA characters for disordered speech |                |                                                    | |
| U+02A9                               | ʩ              | LATIN SMALL LETTER FENG DIGRAPH                    | |
| U+02AA                               | ʪ              | LATIN SMALL LETTER LS DIGRAPH                      | |
| U+02AB                               | ʫ              | LATIN SMALL LETTER LZ DIGRAPH                      | |
| U+02AC                               | ʬ              | LATIN LETTER BILABIAL PERCUSSIVE                   | |
| U+02AD                               | ʭ              | LATIN LETTER BIDENTAL PERCUSSIVE                   | |
| Additions for Sinology               |                |                                                    | |
| U+02AE                               | ʮ              | LATIN SMALL LETTER TURNED H WITH FISHHOOK          | |
| U+02AF                               | ʯ              | LATIN SMALL LETTER TURNED H WITH FISHHOOK AND TAIL | |

## Tabella compatta di caratteri

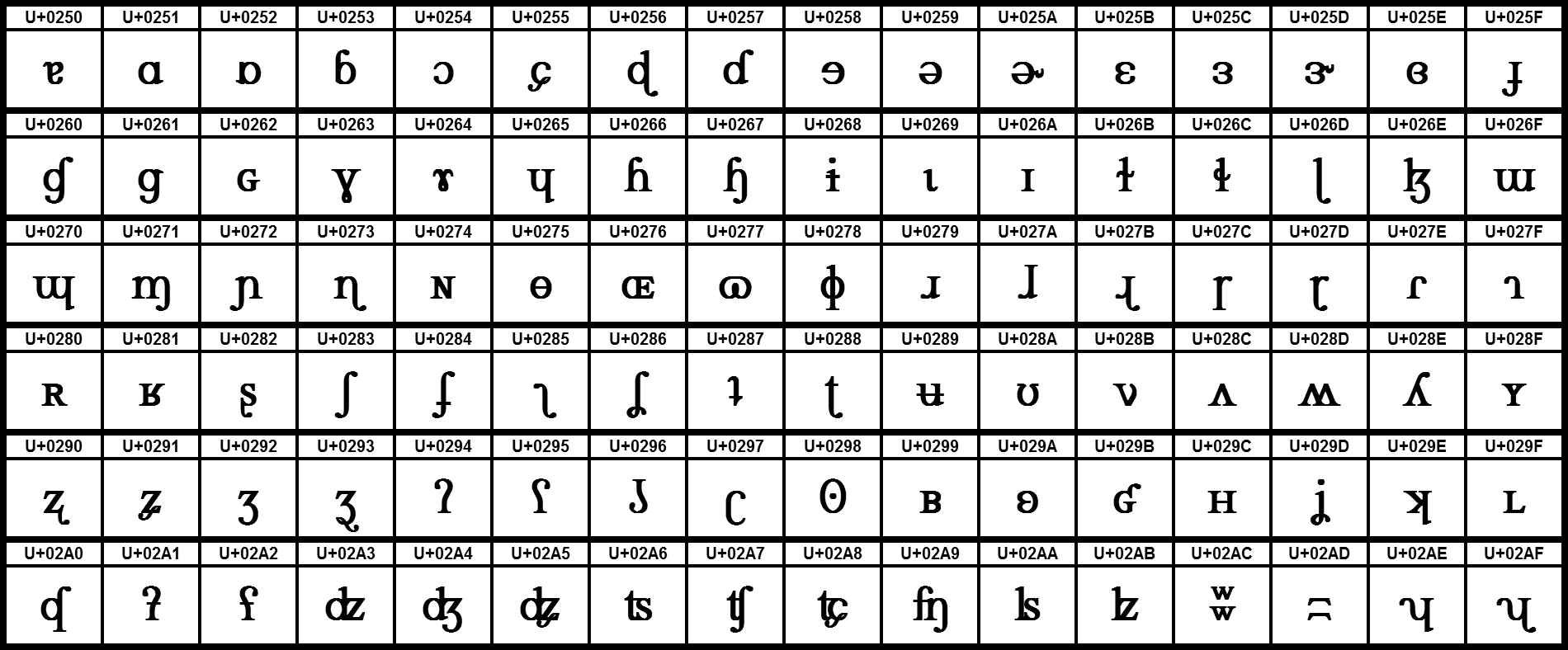
IPA Extensions

|     | 0 | 1 | 2 | 3 | 4 | 5 | 6 | 7 | 8 | 9 | A | B | C | D | E | F |
| --- | - | - | - | - | - | - | - | - | - | - | - | - | - | - | - | - |
| 025 | ɐ | ɑ | ɒ | ɓ | ɔ | ɕ | ɖ | ɗ | ɘ | ə | ɚ | ɛ | ɜ | ɝ | ɞ | ɟ |
| 026 | ɠ | ɡ | ɢ | ɣ | ɤ | ɥ | ɦ | ɧ | ɨ | ɩ | ɪ | ɫ | ɬ | ɭ | ɮ | ɯ |
| 027 | ɰ | ɱ | ɲ | ɳ | ɴ | ɵ | ɶ | ɷ | ɸ | ɹ | ɺ | ɻ | ɼ | ɽ | ɾ | ɿ |
| 028 | ʀ | ʁ | ʂ | ʃ | ʄ | ʅ | ʆ | ʇ | ʈ | ʉ | ʊ | ʋ | ʌ | ʍ | ʎ | ʏ |
| 029 | ʐ | ʑ | ʒ | ʓ | ʔ | ʕ | ʖ | ʗ | ʘ | ʙ | ʚ | ʛ | ʜ | ʝ | ʞ | ʟ |
| 02A | ʠ | ʡ | ʢ | ʣ | ʤ | ʥ | ʦ | ʧ | ʨ | ʩ | ʪ | ʫ | ʬ | ʭ | ʮ | ʯ |